# DeVicq-Gletscher
Der DeVicq-Gletscher ist ein großer Gletscher im westantarktischen Marie-Byrd-Land. Er fließt aus dem Gebiet zwischen der Ames Range und den McCuddin Mountains zur Bakutis-Küste, wo er südöstlich der Grant-Insel in das Getz-Schelfeis mündet.
Der United States Geological Survey kartierte ihn anhand eigener Vermessungen und Luftaufnahmen der United States Navy aus den Jahren von 1959 bis 1965. Das Advisory Committee on Antarctic Names benannte ihn 1966 nach Leutnant David Charles deVicq (* 1935) von der US Navy, verantwortlicher Ingenieur bei der Errichtung der neuen Byrd-Station zwischen 1960 und 1961.

## Weblinks

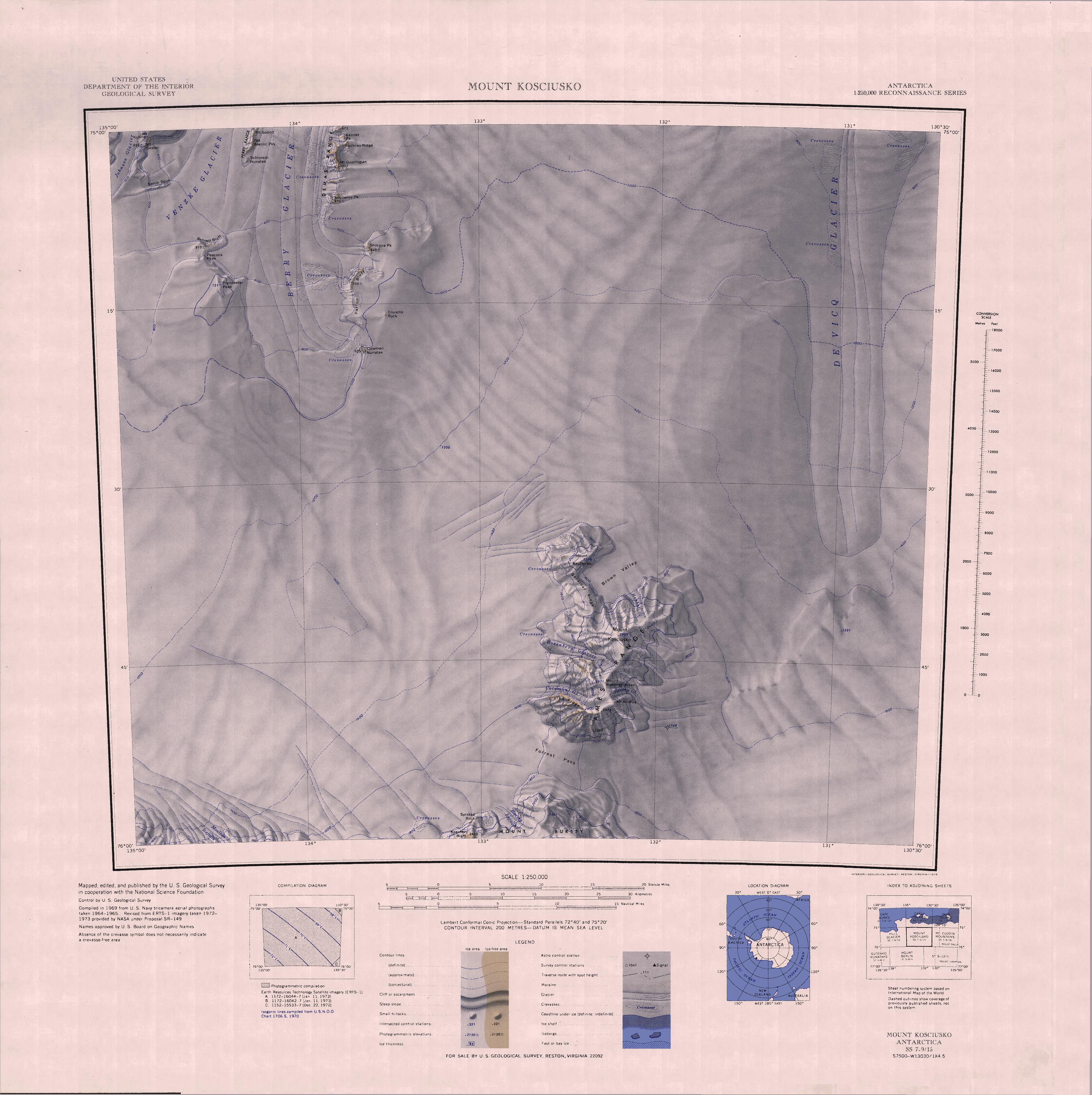
Kartenblatt Mount Kosciusko von 1969, Hauptteil des DeVicq-Gletschers
nahe dem östlichen Kartenrand